# Isanthrene melas
Isanthrene melas är en fjärilsart som beskrevs av Pieter Cramer 1775. Isanthrene melas ingår i släktet Isanthrene och familjen björnspinnare. Inga underarter finns listade i Catalogue of Life.

## Bildgalleri

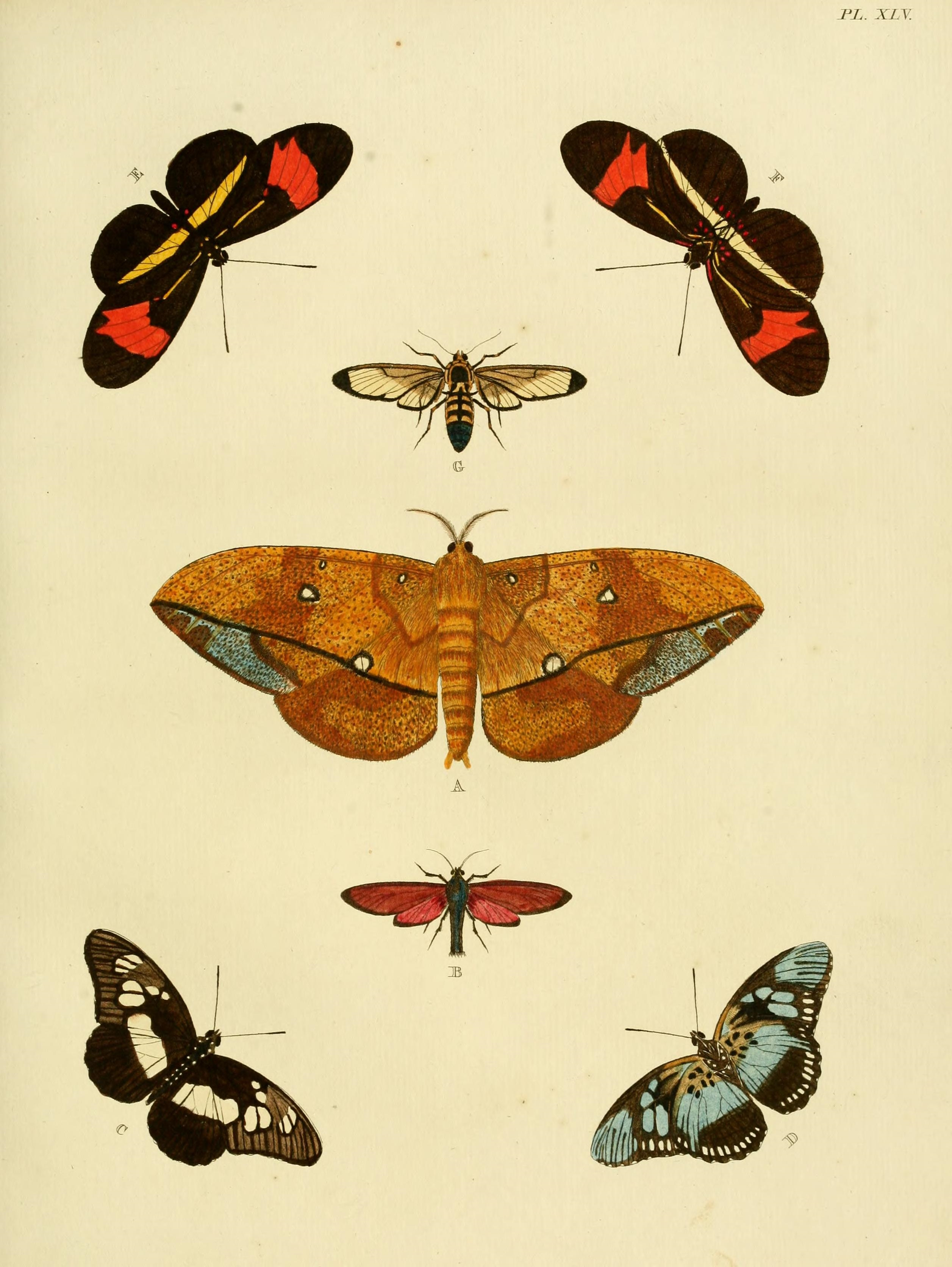